# Ватерполо на Европским играма 2015.
Ватерполо турнири на  Европским играма у Бакуу 2015. одржани су у Баку воденом центру од 12. до 21. јуна 2015. године. 16 репрезентација је учествовало у мушкој конкуренцији и 12 репрезентација у женској.
На почетку ватерполо није био на листи спортова на Европским играма 2015. јер су европске пливачке власти одлучиле да не учествују на играма. Међутим, након преговора  постигнут је компромис тако да су на првим европским играма учествовале ватерполо репрезентације које су сачињавали играчи од 16 и 17 година старости и у мушкој и женској конкуренцији.

## Квалификације
Азербејџан се као домаћин квалификовао директно и у мушкој и женској конкуренцији. Репрезентације су се могле квалификовати преко европског јуниорског првенства 2013. године и 4 квалификациона турнира која су одржана у марту 2015. године. Сваки тим има право изабрати 13 репрезентативаца који ће представљати своју земљу на турнирима.

### Мушкарци
| Квалификације                                  | Датум                  | Домаћин   | Број квалификованих | Квалификоване екипе                                       |
| ---------------------------------------------- | ---------------------- | --------- | ------------------- | --------------------------------------------------------- |
| Домаћин                                        | –                      | –         | 1                   | Азербејџан                                                |
| Европско јуниорско првенство у ватерполу 2013. | 8.-15. септембра 2013. | Гзира     | 7                   | Црна Гора Србија Италија Мађарска Хрватска Русија Шпанија |
| Квалификациони турнир 1                        | 12.-15. марта 2015.    | Неивердал | 2                   | Грчка Украјина                                            |
| Квалификациони турнир 2                        | 12.-15. марта 2015.    | Грац      | 2                   | Словачка Турска                                           |
| Квалификациони турнир 3                        | 12.-15. марта 2015.    | Шчећин    | 2                   | Француска Румунија                                        |
| Квалификациони турнир 4                        | 12.-15. марта 2015.    | Гзира     | 2                   | Немачка Малта                                             |
| Укупно                                         |                        |           | 16                  |                                                           |

### Жене
| Квалификације                                          | Датум                 | Домаћин    | Број квалификованих | Квалификоване екипе                             |
| ------------------------------------------------------ | --------------------- | ---------- | ------------------- | ----------------------------------------------- |
| Домаћин                                                | –                     | –          | 1                   | Азербејџан                                      |
| Европско јуниорско првенство у ватерполу за жене 2013. | 1.–8. септембра 2013. | Истанбул   | 6                   | Грчка Шпанија Холандија Италија Мађарска Русија |
| Кваликикациони турнир 1                                | 12.–15. марта 2015.   | Ница       | 2                   | Француска Велика Британија                      |
| Квалификациони турнир 2                                | 12.–14. марта 2015.   | Братислава | 2                   | Словачка Израел                                 |
| Квалификациони турнир 3                                | 12.–14. марта 2015.   | Београд    | 2                   | Немачке Србија                                  |
| Укупно                                                 |                       |            | 12                  |                                                 |

## Освајачи медаља
| Дисциплине | Злато  | Сребро  | Бронза |  |  |  |
|            |        |         |        |  |  |  |
| Мушкарци   | Србија | Шпанија | Грчка  |  |  |  |
| Жене       | Русија | Шпанија | Грчка  |  |  |  |